# Марчелло Венусті
Марчелло Венусті (італ. Marcello Venusti; 1512 — 15 жовтня 1579) — італійський художник-маньєрист, працював у Римі в середині XVI століття.

## Біографічні відомості
Уродженець Маццо-ді-Вальтелліна поблизу Комо, він був учнем Періно дель Ваги. Відомий завдяки зменшеній олійній копії (нині Музей Каподімонте, Неаполь) фрески «Страшний суд» Мікеланджело в Сікстинській капелі, виконаній на замовлення кардинала Алессандро Фарнезе, виконаній ще за життя митця, який її схвалив. Це найкраща фіксація вигляду фрески до того, як у 1560-х роках багато оголених фігур «одягнули», хоча Венусті тихо відкоригував деякі розбіжності в масштабі між фігурами Мікеланджело.
Його картина «Христос у саду» перебуває в Галереї Доріа-Памфілі. Буонарроті залучив його намалювати «Благовіщення» за його проєктом для капели де Чезі в церкві Санта-Марія-делла-Паче. Копія «Страшного суду» зараз зберігається в Неаполі. У Палаццо-Боргезе перебуває робота «Христос, який несе біля нього свій хрест», за проєктом Мікеланджело. «Молитва на Оливній горі» перебуває в Сант-Ігнаціо у Вітербо, а «Святе сімейство» та «Христос, що виганяє міняйл», — у Національній галереї в Лондоні. У замку Алнік у Нортумберленді також демонструється «Святе сімейство». Робота «Христос у чистилищі» є також в Палаццо Колонна в Римі.
Також Венусті приписують ряд вівтарних образів для римських церков, наприклад, для церкви Санта-Марія-сопра-Мінерва, для першої каплиці ліворуч він намалював «Воскреслого Христа, який являється Марії Магдалині». Він також написав для каплиці апостола Святого Якова в цій церкві. Для церкви Сан-Сільвестро-аль-Квіріналє він намалював «Народження Христа» для третьої каплиці. Для церкви Сан-Бернардо делла-Компанья (зруйнованої у 18 столітті) він намалював «Святого Бернара, який тріумфує над демоном». Для церкви Санта-Катерина деї Фунарі він намалював «Івана Хрестителя, який проповідує» для головної каплиці справа.

## Роботи
- «Христос біля колони», Художній музей університету Ла Саль, Філадельфія
- «Христос у саду», Галерея Доріа Памфілій
- «Портрет Мікеланджело» (близько 1535), полотно, олія (36 х 27 см), Будинок Буонаротті, Флоренція
- Фрески каплиці Розарію, Санта-Марія-сопра-Мінерва, Рим
- Фрески в каплиці Сан-Джованні Баттіста, Санта-Катерина-дей-Фунарі, Рим
- «Святе сімейство», замок Алнік

## Виноски
1. 1 2 3  Artists of the World Online, Allgemeines Künstlerlexikon Online, AKL Online / Hrsg.: A. Beyer, B. Savoy — B: K. G. Saur Verlag, Verlag Walter de Gruyter, 2009. — ISSN 2750-6088 — doi:10.1515/AKL
2. 1 2  Marongiu M. Dizionario Biografico degli Italiani — 2020. — Vol. 98.
3. ↑  https://www.boijmans.nl/en/collection/artists/18327
4. ↑  RKDartists
5. ↑  https://www.kulturarv.dk/kid/VisKunstner.do?kunstnerId=1904
6. ↑  Чеська національна авторитетна база даних
7. ↑  Biography of VENUSTI, Marcello in the Web Gallery of Art.
8. ↑  Il microcosmo della pittura; by Francesco Scannelli; Cesena (1657); page 186.